# Bruno Lemaire
Ne doit pas être confondu avec Bruno Le Maire.
Pour les articles homonymes, voir Lemaire.
Bruno Lemaire né le 13 janvier 1945, est un économiste et homme politique français.
Membre du Front national, conseiller municipal de Perpignan en 2014, il était un des conseillers économiques de Marine Le Pen.
En 2018, le Parti devenu RN, il juge Marine Le Pen trop douce et s'en éloigne.
En 2021, il devient coordinateur de l'Association des amis d'Éric Zemmour.

## Biographie

### Carrière professionnelle
Né le 13 janvier 1945, Bruno Lemaire est docteur ès sciences économiques (1980) et diplômé de Harvard.
Il a travaillé à IBM, puis enseigné le management à l'École des hautes études commerciales de Paris.

### Parcours politique
Alors chevènementiste, il a fait partie des groupes d'experts socialistes avant 1981.
Il rejoint par la suite le Front national[Quand ?].
En juin 2012, il est candidat sous les couleurs du parti face à Ségolène Neuville dans la 3e circonscription des Pyrénées-Orientales ; il est éliminé au 1er tour avec 18,68 % des suffrages.
Il est depuis 2010 secrétaire général du cercle Idées Nation créé par Louis Aliot, et anime depuis lors, avec Bernard Monot, le groupe d'« experts économiques » de Marine Le Pen ; en 2013, Le Figaro le classe parmi ses « têtes chercheuses ». « Proche des thèses monétaristes [de] Maurice Allais », il défend un retour au franc et l'instauration d'un revenu universel, qu'il appelle « revenu minimum de dignité ». Il se présente par ailleurs comme un « économiste catholique ».
En mars 2014, il est candidat aux élections municipales à Perpignan sur la liste de Louis Aliot, et est élu conseiller d'opposition et conseiller communautaire de Perpignan Méditerranée Métropole. En septembre, il est présent sur la liste du même aux élections européennes dans la circonscription Sud-Ouest.[réf. souhaitée]
Lors du congrès de Lyon de 2014, il entre au comité central du FN.
Lors des élections départementales de 2015, il est candidat dans le canton du Ribéral en tandem avec Anne-Marie Lahaxe ; ils sont battus au 2d tour avec 41,45 % des voix.

## Ligne politique
En novembre 2014, il fait l'objet d'accusations d'antisémitisme, ce dont il se défend, assurant être plus « préoccupé » par l'islam.
En avril 2015, il suscite la polémique en soutenant que Bernard Cazeneuve, François Hollande et Christiane Taubira avaient pour objectif l'« extermination ethnique des chrétiens ».
En 2016, réagissant à des propos du pape sur les migrants, il demande sur Twitter si « en 1940 le pape aurait tenu le même discours face aux hordes nazies voulant elles aussi détruire nos valeurs ».

## Ouvrages
- Mystères de l'inflation : valeurs et prix en économie de marché (thèse de doctorat ès sciences économiques remaniée), Gif-sur-Yvette, Frontières, 1983, 222 p. (ISBN 2-86332-020-3).
- Avec Christian Nivoix, Gagner dans l'incertain, Paris, Éditions d'organisation, 1995, 365 p. (ISBN 2-7081-1822-6).
- Entrepreneurs et entreprises du 4e type : travail et activités à l'ère de l'information et d'internet, Paris, Éditions d'organisation, 1996, XIII + 239 (ISBN 2-7081-1990-7, lire en ligne).